# Aspidosperma polyneuron

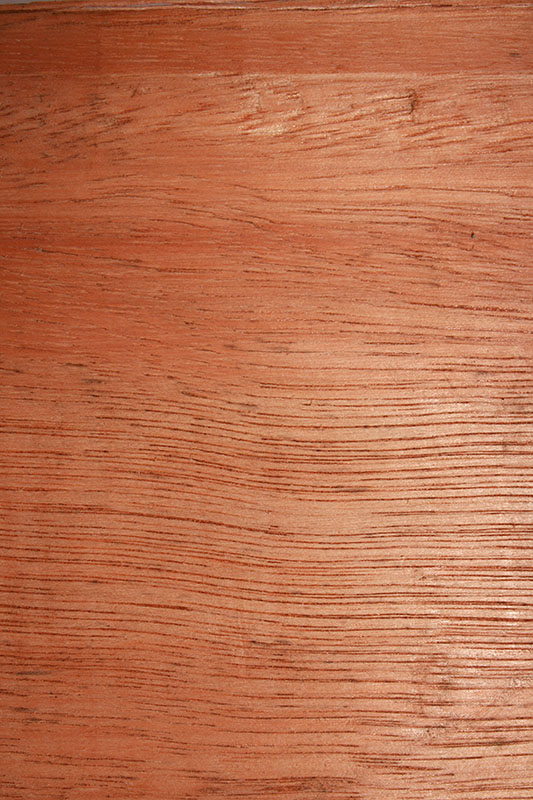
Rötliches Holz von Aspidosperma polyneuron

Aspidosperma polyneuron ist ein Baum in der Familie der Hundsgiftgewächse aus dem südlichen bis zentralen sowie nordöstlichen Brasilien, Paraguay bis nach Bolivien und dem nordöstlichen Argentinien sowie aus Kolumbien, Peru, Venezuela, Ecuador. Die Art gilt als gefährdet.

## Beschreibung
Aspidosperma polyneuron wächst als immergrüner Baum bis über 30 Meter hoch. Der Stammdurchmesser erreicht bis über 100 Zentimeter. Die rissige bis furchige Borke ist dick, grob und gräulich.
Die einfachen und wechselständigen Laubblätter sind kurz gestielt. Der Blattstiel ist bis 1,5 Zentimeter lang. Die Blätter sind bis 12 Zentimeter lang, ganzrandig, fast kahl, leicht ledrig, elliptisch, lanzettlich bis verkehrt-eiförmig, -eilanzettlich, seltener eiförmig und spitz bis zugespitzt oder stumpf bis abgerundet. Die Blätter sind unterseits heller und fein geadert. Die Adern laufen intramarginal zusammen.
Es werden an den Zweigenden achselständige, kleine, vielblütige, recht dichte und feinhaarige, zymöse Blütenstände gebildet. Die kleinen, kurz gestielten, zwittrigen Blüten mit doppelter Blütenhülle sind weiß bis weiß-gelblich und fünfzählig. Der fein behaarte Kelch ist klein und fünfteilig. Die Krone mit oben etwas geweiteter, bis 3 Millimeter langer, außen fein behaarter bis fast kahler Kronröhre besitzt kurze, eiförmige sowie halbaufrechte Zipfel. Die Staubbeutel sind fast sitzend in der oberen Kronröhre angeheftet. Hinter dem Ansatz der Staubfäden sind kleine Schlitze in der Kronröhre. Der behaarte und zweikammerige, -teilige Fruchtknoten ist oberständig mit eingeschlossenem, kurzem Griffel mit kegeliger Narbe.
Es werden kleine, bis 6 Zentimeter lange, kahle, leicht gebogene bis gerade, balgfruchtartige, bespitzte, mehrsamige, schmal verkehrt-eiförmige, holzige Früchte mit Lentizellen gebildet. Die bis zu fünf flachen, länglichen bis eiförmigen Samen sind mit einem papierigen Flügel geflügelt und bis etwa 4 Zentimeter lang.

## Verwendung
Das schöne, orange-rötliche und rechte schwere, beständige Holz ist begehrt, es ist bekannt als Peroba rosa oder Palo rosa. Peroba jaune stammt von Paratecoma peroba.
Der frische Holzstaub wie auch der Saft sind reizend auf verschiedene Organe, auch bei der späteren Bearbeitung können noch Reizungen entstehen. Ähnliches Holz liefert Aspidosperma cylindrocarpon.